# Кіпуші (місто)
Кіпуші (фр. Kipushi) — місто у провінції Верхня Катанга Демократичної Республіки Конго.

## Географія
Місто розташовано за 35 км на південний захід від міста Лубумбаші, безпосередньо біля кордону з Замбією, на висоті 1329 м над рівнем моря. Основою економічної діяльності Кіпуші є видобуток корисних копалин (однойменне родовище).

### Клімат
Місто знаходиться у зоні, котра характеризується вологим субтропічним кліматом. Найтепліший місяць — жовтень із середньою температурою 22.4 °C (72.3 °F). Найхолодніший місяць — липень, із середньою температурою 15.4 °С (59.7 °F).
| Клімат Кіпуші           | Клімат Кіпуші | Клімат Кіпуші | Клімат Кіпуші | Клімат Кіпуші | Клімат Кіпуші | Клімат Кіпуші | Клімат Кіпуші | Клімат Кіпуші | Клімат Кіпуші | Клімат Кіпуші | Клімат Кіпуші | Клімат Кіпуші | Клімат Кіпуші |
| Показник                | Січ.          | Лют.          | Бер.          | Квіт.         | Трав.         | Черв.         | Лип.          | Серп.         | Вер.          | Жовт.         | Лист.         | Груд.         | Рік           |
| Середній максимум, °C   | 27            | 27            | 27,1          | 27,3          | 26,9          | 25,6          | 25,6          | 28,1          | 31            | 31,8          | 28,9          | 26,8          | 27,8          |
| Середня температура, °C | 21            | 21            | 20,9          | 20            | 17,5          | 15,5          | 15,4          | 17,6          | 20,6          | 22,4          | 21,8          | 20,9          | 19,6          |
| Середній мінімум, °C    | 16,7          | 16,6          | 16,2          | 13,9          | 9,6           | 6,7           | 5,7           | 8,3           | 11,5          | 14,5          | 16,4          | 16,4          | 12,7          |
| Норма опадів, мм        | 269.2         | 255.6         | 207.7         | 61            | 5.3           | 1.3           | 0.6           | 0.9           | 4.1           | 36.9          | 169           | 273.6         | 1285.2        |
| Днів з опадами          | 24            | 22,5          | 20,6          | 8,8           | 1,8           | 0             | 0             | 0             | 1             | 5,3           | 17            | 24            | 125           |
| Вологість повітря, %    | 79.9          | 80.8          | 78.9          | 74.5          | 67.9          | 62.2          | 55.5          | 48.1          | 44.3          | 47.5          | 70.1          | 79.7          | 65.8          |
| ----------------------- | ------------- | ------------- | ------------- | ------------- | ------------- | ------------- | ------------- | ------------- | ------------- | ------------- | ------------- | ------------- | ------------- |
| Джерело: Weatherbase    |               |               |               |               |               |               |               |               |               |               |               |               |               |

## Населення
2010 року кількість населення становила 121 831 особу.

## Відомі уродженці
- Ілунга Затара — конголезький бігун на довгі дистанції;
- Мулумба Лукожі — прем'єр-міністр країни 1991 року.